# Conseil de la vallée de Nambucca
Le conseil de la vallée de Nambucca (en anglais : Nambucca Valley Council) est une zone d'administration locale située dans l'État de Nouvelle-Galles du Sud en Australie, dont le siège est Macksville. 

## Géographie
La zone s'étend sur 1 491 km2 dans la région de Mid North Coast à l'est de la Nouvelle-Galles du Sud et s'ouvre sur la mer de Tasman. Elle est arrosée par la Nambucca et traversée par la Pacific Highway et la North Coast Railway.
Elle abrite les villes de Macksville et Nambucca Heads, ainsi que les localités de Bowraville, Congarinni, Eungai, Missabotti, Scotts Head, Taylors Arm, Valla et Warrell Creek.

## Histoire
Le comté de Nambucca est créé le 15 décembre 1915 à partir d'une scission de celui de Bellingen. Il prend le nom de conseil de la vallée de Nambucca le 4 décembre 2019.

## Démographie
| Année | Population |
| ----- | ---------- |
| 2016  | 19 212     |
| 2021  | 20 407     |

## Politique et administration
Le conseil comprend neuf membres élus, dont le maire, pour quatre ans. À la suite des élections du 4 décembre 2021, le conseil est formé de huit indépendants, dont la maire, et d'une travailliste.

### Liste des maires
| Période        | Période  | Identité     | Étiquette    | Qualité |
| -------------- | -------- | ------------ | ------------ | ------- |
| septembre 2016 | en cours | Rhonda Hoban | Indépendante |         |

La zone est rattachée à la circonscription de Cowper pour les élections fédérales et à celle d'Oxley pour les élections à l'Assemblée législative de Nouvelle-Galles du Sud.